# Cleveland Abbe

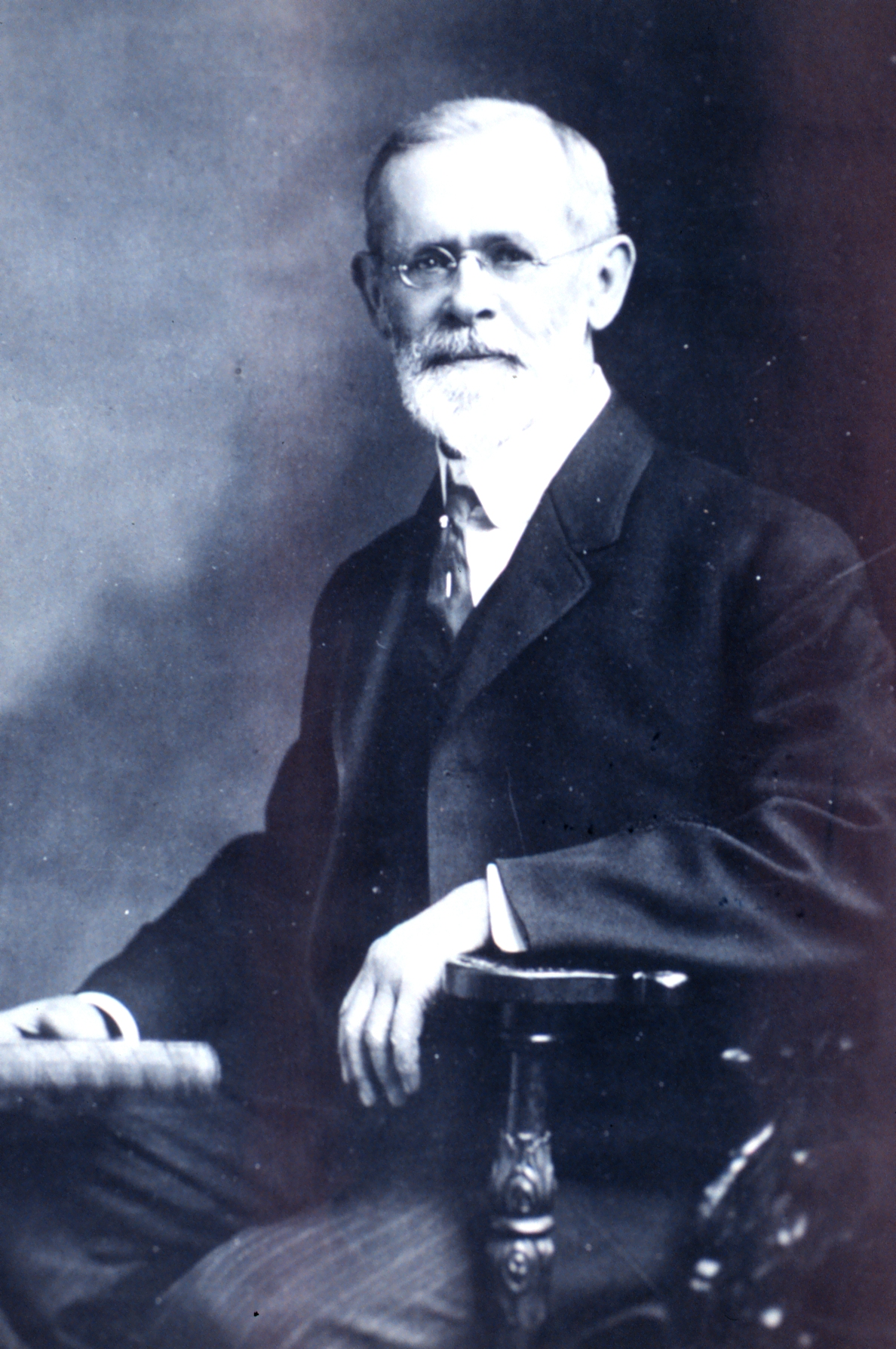
Cleveland Abbe

Cleveland Abbe (* 3. Dezember 1838 in New York City, NY, USA; † 28. Oktober 1916 in Chevy Chase, Maryland) war ein US-amerikanischer Astronom und erster Meteorologe, der als Vater des U.S. Weather Bureau gilt.

## Leben

### Herkunft, Ausbildung und früher Werdegang
Cleveland Abbe stammte von dem 1635 in das Gebiet der heutigen Vereinigten Staaten eingewanderten Engländer John Abbe ab, der sich in Salem (Massachusetts) niederließ und dessen Nachkommenschaft der folgenden Generationen sehr zahlreich war, insbesondere in Neuengland. Einer der der siebten Generation angehörigen Nachfahren John Abbes, George Waldo Abbe, der sich zu den Baptisten bekannte und als Kaufmann in New York City arbeitete, ging eine Ehe mit Charlotte Colgate ein. Dieser Verbindung entstammte Cleveland Abbe; er war der älteste Sohn seiner Eltern und hatte sechs Geschwister. Sein jüngerer Bruder Robert Abbe (1851–1928) wurde Chirurg. Cleveland Abbe selbst besuchte in New York City zunächst die David B. Scott Grammar School und zeichnete sich in Mathematik und Chemie aus. 1857 schloss er die New York Free Academy, an der er u. a. von Oliver Wolcott Gibbs unterrichtet wurde, mit dem Bachelor of Arts ab. Danach war er bis 1858 als Mathematiklehrer an der Trinity Grammar School in New York City tätig und arbeitete anschließend 1859 als Assistent am Michigan State Agricultural College, wo er die Ingenieurwissenschaften unterrichtete. Dieselbe Disziplin lehrte er von 1859 bis 1860 an der University of Michigan. An dieser Bildungseinrichtung lernte er den deutschen Astronomen Franz Friedrich Ernst Brünnow kennen, der ihn für die Sternkunde zu interessieren vermochte. 1860 erlangte Abbe den Master of Arts.
Beim Ausbruch des Sezessionskriegs 1861 wollte Abbe den Militärdienst im Unionsheer antreten, fand aber aufgrund seiner starken Kurzsichtigkeit keine Aufnahme bei den Streitkräften. Daraufhin arbeitete er während des Bürgerkriegs bis 1864 in Cambridge (Massachusetts) als Assistent von Benjamin Apthorp Gould, dem er bei Längengradbestimmungen für die United States Coast Survey half. In Cambridge kam er in Kontakt mit dem Meteorologen William Ferrel und weiteren Wissenschaftlern, die beim Nautical Almanac beschäftigt waren. Die nächste Station seiner wissenschaftlichen Laufbahn absolvierte Abbe in Russland, wo er von 1865 bis 1866 in Sankt Petersburg beim Pulkowo-Observatorium angestellt war. Hier verbrachte er zwei Jahre lang eine glückliche Zeit und schloss Bekanntschaft mit Otto von Struve. 1867 kehrte er in die Vereinigten Staaten zurück und war kurzzeitig als Datenverarbeiter beim Nautical Almanac tätig. Aufgrund seines nun weiter vertieften Interesses für Astronomie versuchte er, allerdings vergeblich, in New York City eine Sternwarte nach dem Vorbild des Pulkowo-Observatoriums zu errichten. So nahm er zunächst in Washington, D.C. eine Anstellung beim United States Naval Observatory an. Im Februar 1868 ging er nach Cincinnati, wo er den Posten des Direktors des Cincinnati Observatory übernahm.

### Tätigkeit als Meteorologe
Als Abbe diese leitende Funktion beim Cincinnati Observatory antrat, formulierte er als Zielvorstellung, dass sich das Observatorium in den Dienst der Mitbürger stellen und seine wissenschaftliche Tätigkeiten auf dem Gebiet der Astronomie und Meteorologie erweitern solle, um diese Disziplinen in der Praxis u. a. auf die Geodäsie und für die Voraussage von Stürmen anwenden zu können. Dieser Plan überstieg aber bei weitem die Kapazitäten der Sternwarte. Abbe konzentrierte sich in der Folge vor allem auf die Meteorologie. Ab dem 1. September 1869 gab er tägliche Wetter-Bulletins, insbesondere Sturmwarnungen, heraus, die für den Bereich Cincinnati galten. Sie dienten später in Europa als Vorbild für ähnliche Wetterprognosen. Durch diese Tätigkeit erlangte Abbe allmählich landesweite Bekanntheit. Am 9. Februar 1870 autorisierte der Kongress der Vereinigten Staaten den nationalen Wetterdienst. Als dessen erster Direktor Albert J. Myer Abbe aufgrund von dessen Erfahrung in der Erstellung von Wetterkarten anhand von telegraphischen Berichten eine bedeutende Stellung in der neuen Behörde anbot, verließ Abbe das Cincinnati Observatory und begann am 3. Januar 1871 seine Arbeit als Chefmeteorologe des unter der Aufsicht des Army Signal Corps stehenden Wetterdienstes in Washington, D.C. Er war häufig der offizielle Wettervorhersager und starker Befürworter von Zeitzonen in den Vereinigten Staaten, an deren Einführung er durch seinen Report on Standard Time (1879) maßgeblich beteiligt war.
Die Anstellung Abbes beim Wetterdienst war zunächst auf drei Jahre limitiert und er erwartete auch den Rücktritt von seinem Posten nach dem Auslaufen dieses Zeitraums, doch dann absolvierte er seine weitere Karriere in derselben Position. Er regte den Ausbau des Wetterdienstes an; unter seiner Ägide errichtete das Army Signal Service ein Laboratorium und einen Studienraum als Zentrum für Grundlagenforschung. Auch nach der Reorganisation des Wetterdienstes als United States Weather Bureau (1891) blieb er dort bis fast an sein Lebensende Meteorologe.
1873 und von 1892 bis 1915 war Abbe Herausgeber der Monthly Weather Review. Auch edierte er von 1909 bis 1913 die Bulletins des Mount Weather Observatory. 1889 nahm er an Bord des Kreuzfahrtschiffs USS Pensacola an der von der US-amerikanischen Regierung ausgerüsteten Forschungsexpedition nach Westafrika teil, um von dort aus eine am 22. Dezember desselben Jahres stattfindende totale Sonnenfinsternis zu verfolgen. Während dieser Mission machte er auch wertvolle Wolken-Beobachtungen. Von 1886 bis 1905 unterrichtete er als Assistenzprofessor Meteorologie an der Columbian University und von 1896 bis 1914 als Dozent derselben Disziplin an der Johns Hopkins University. In dieser Lehreigenschaft vermochte er der Meteorologie nicht ihren gebührenden Platz in den Hochschulen zu verschaffen.
Zwar machte Abbe keine neuen theoretischen Entdeckungen auf dem Gebiet der Meteorologie, stellte aber in seinen Werken in zweckdienlicher Form den damals aktuellen Forschungsstand über das Klima und die Mechanik der Erdatmosphäre zusammen. Seine Wettervorhersagen richtete er an den neuesten physikalischen Theorien aus. Auch publizierte er die einzige meteorologische Instrumentenkunde seiner Zeit. Insgesamt verfasste er neben zahlreichen populärwissenschaftlichen Werken mehr als 300 Abhandlungen über Themen der Meteorologie und verwandter Disziplinen und ermunterte in Tausenden Briefen andere Wissenschaftler, sich mit der Erforschung der Wettervorhersage zu beschäftigen. Er übersetzte Werke europäischer Autoren, um diese seinen englischsprachigen Lesern zu erschließen und war ein Bindeglied zwischen europäischen und amerikanischen Meteorologen.

### Mitgliedschaften und Auszeichnungen
Seit 1871 war Abbe gewähltes Mitglied der American Philosophical Society. 1879 wurde er in die National Academy of Sciences, 1884 in die American Academy of Arts and Sciences gewählt. Am 13. Januar 1888 gehörte er zu den Gründungsmitgliedern der National Geographic Society. Er war auch Mitglied der Astronomischen Gesellschaft. 1912 erhielt er die Symons Gold Medal der britischen Royal Meteorological Society aufgrund seiner Leistungen als Meteorologe. Die National Academy of Sciences verlieh ihm im April 1916 die Marcellus Hartley Medal für seine Verdienste um die Anwendung der Wissenschaft für die öffentliche Wohlfahrt.

### Letzte Lebensjahre; Familie; Tod
Am 10. Mai 1870 hatte sich Cleveland Abbe, der sich auch für orientalische Archäologie, Botanik, Geologie und Musik interessierte, mit Frances Martha Neal († 24. Juli 1908) verheiratet und mit ihr drei Söhne bekommen. Nach ihrem Tod ging er am 12. April 1909 eine zweite Ehe mit Margaret Augusta Pervical ein. Am 3. August 1916 musste er seine Arbeit beim Wetterdienst aus gesundheitlichen Gründen niederlegen. Er starb am 28. Oktober 1916 im Alter von 77 Jahren in Chevy Chase, Maryland und wurde auf dem Rock Creek Cemetery in Washington, D.C. bestattet. Die meisten seiner persönlichen Papiere werden in der Library of Congress aufbewahrt. Sein Sohn Truman Abbe verfasste unter Verwendung der Papiere seines Vaters dessen Biographie Professor Abbe and the Isobars: The Story of Cleveland Abbe, America’s First Weatherman (1955).

## Veröffentlichungen
- Annual Summary and Review of Progress in Meteorology, 1873–88
- Treatise on Meteorological Apparatus and Methods, 1888
- Preliminary Studies for Storm and Weather Predictions, 1889
- Preparatory Studies for Deductive Methods in Storm and Weather Predictions, 1890
- Atmospheric Electricity, Earth Currents, and Terrestrial Magnetism, 1892
- The Mechanics of the Earth's Atmosphere, Second coll. 1893 (Digitalisat)
- Physical Basis of Long Range Forecastings, 1902
- A Frist Report on the Relations between Climates and Crops, 1905
- The Mechanics of the Earth's Atmosphere, Third coll. 1910 (Digitalisat)